# Modélisation de catastrophes
Cet article fait référence à l'utilisation d'ordinateurs pour estimer les pertes causées par les catastrophes. Pour d'autres significations du mot catastrophe, y compris la théorie des catastrophes en mathématiques, voir Catastrophe.
La modélisation de catastrophes (appelée aussi « mod cat ») consiste à utiliser des calculs assistés par ordinateur pour estimer les pertes qui pourraient être subies en raison d'un événement catastrophique comme un ouragan ou un tremblement de terre. La modélisation des catastrophes est particulièrement utile à l'analyse des risques dans le secteur des assurances. Elle se situe au confluent de la science actuarielle, de l'ingénierie, de la météorologie et de la sismologie.

## Types de catastrophes et de dangers
Les catastrophes naturelles (parfois appelées « cat nat ») modélisées comprennent :
- Les ouragans – leurs principaux dommages sont ceux causés par le vent ; certains modèles peuvent également inclure une onde de tempête.
- Les séismes – leurs principaux dommages sont les effets directs du tremblement du sol sur les infrastructures ; certains modèles peuvent également inclure les tsunamis, les incendies consécutifs au tremblement de terre, les liquéfactions et les dommages dus aux fuites de gicleurs d'eau dans les bâtiments)
- Les orages violents – les principaux dangers sont les tornades et les grêlons
- Les inondations
- Les cyclones extratropicaux
- Les incendies de forêts
- Les tempêtes hivernales

Les catastrophes humaines modélisées comprennent :
- Les événements terroristes
- Les guerres
- Les événements meurtriers
- Les crises migratoires[3]
- Les violations de cyber-données

## Secteurs d'activité modélisés
La modélisation des catastrophes s'applique à de nombreux secteurs d'activité, notamment :
- Les biens personnels
- Les biens commerciaux
- L'indemnisation des travailleurs
- Les dommages corporels
- La responsabilité des produits
- Les interruptions de travail

## Entrées, sorties et cas d'usage
En entrée d'un progiciel typique de modélisation de catastrophes, on fournit des informations sur les expositions qui sont vulnérables au risque de catastrophe et qu'on cherche à analyser. On peut classer les données d'exposition en trois groupes fondamentaux :
- Les informations sur les emplacements des sites, appelées données de géocodage (adresse, code postal, département/zone CRESTA, etc.)
- Les informations sur les caractéristiques physiques des expositions (construction, occupation/nombre de personnes, année de construction, nombre d'étages, nombre d'employés, etc.)
- Les informations sur les conditions financières de la couverture d'assurance (valeur de la couverture, limite de couverture, franchise, etc.)[5]

En sortie, le modèle de catastrophes fournit une estimation des pertes qui seraient dues à un événement particulier ou à un ensemble d'événements. Quand on fait tourner un modèle probabiliste, la sortie est soit une distribution probabiliste de pertes, soit un ensemble d'événements qui pourraient être utilisés pour créer une distribution de pertes ; les pertes maximales probables (« PML ») et les pertes annuelles moyennes (« AAL ») sont calculées à partir de la distribution des pertes. Quand on fait tourner un modèle déterministe, le modèle calcule les pertes dues à un événement spécifique. Par exemple, on pourrait analyser,par rapport au portefeuille d'expositions ,des événements comme l'ouragan Katrina ou « un tremblement de terre de magnitude 8,0 au centre-ville de San Francisco ».
De nombreux secteurs économiques utilisent des modèles de catastrophes, notamment :
- Les assureurs et les gestionnaires de risques utilisent la modélisation des catastrophes pour évaluer le risque dans un portefeuille d'expositions. Cela peut aider à orienter la stratégie de souscription d'un assureur ou décider du montant de réassurance à acheter.
- Certains départements d'assurance d'États autorisent les assureurs à utiliser la modélisation des catastrophes dans leurs déclarations de taux pour déterminer le montant de la prime facturée à leurs assurés dans les zones sujettes aux catastrophes.
- Les agences de notation d'assurance telles que AM Best et Standard & Poor's utilisent la modélisation des catastrophes pour évaluer la solidité financière des assureurs qui prennent en charge le risque de catastrophe.
- Les réassureurs et les courtiers en réassurance utilisent la modélisation des catastrophes dans la tarification et la structuration des traités de réassurance.
- Les assureurs européens utilisent des modèles de catastrophes pour calculer le capital réglementaire requis dans le cadre du régime Solvabilité II. Les modèles de catastrophes sont utilisés pour dériver les distributions de probabilités de sinistres catastrophiques qui sont des composants de nombreux modèles de capital interne Solvabilité II.
- De même, les investisseurs en obligations catastrophes, les banques d'investissement et les agences de notation obligataires utilisent la modélisation des catastrophes dans la tarification et la structuration d'une obligation catastrophe.

## Modélisationopen sourcedes catastrophes
L'Oasis Loss Modeling Framework (« Oasis LMF ») est une plate-forme open source de modélisation des catastrophes. Elle a été développée par une organisation à but non lucratif, financée et détenue par l'industrie des assurances pour promouvoir le libre accès aux modèles et promouvoir la transparence. De plus, certaines entreprises du secteur de l'assurance travaillent actuellement avec l'Association pour la recherche et le développement des opérations coopératives (« ACORD ») pour développer une norme de l'industrie pour la collecte et le partage des données d'exposition.